# 高雄市立高雄高級中学
高雄市立高雄高級中学（たかおしりつたかおこうきゅうちゅうがく、英: Kaohsiung Municipal Kaohsiung Senior High School, KSHS）は、台湾の高雄市三民区の高級中学（日本の新制高等学校に相当する）。日本統治時代に高雄州政府の援助で設立された高雄中学校を前身とする。略称は雄中。

## 概要
台湾・高雄市にある市立の高級中学であり、日本統治時代の1922年に設立され、2022年には創立100周年を迎える伝統校である。元々男子校であったが、1986年から男女共学の音楽コースの設置と共に男女共学化した。ただし、一般コースは依然として男子のみが入学しており、制度上は男女共学である音楽、体育、理科のコースも女子生徒の比率は低い。教育部主導の科学の授業が行われているほか、2009年からは国立中山大学とも連携している。また、戦後台湾の化学教育の中心でもある。国際教育交流活動に重点を置いており、生徒が他国の高校生と交流する機会もある。
キャンパス内の教育・管理棟の中には、二・二八事件の際の弾痕が残る赤い建物など、日本統治時代の重要な歴史的建造物も存在する。また、建物の美しさから、休日には多くの観光客が訪れる。

### 校歌

#### 日本統治時代
作詞、作曲：不詳

たいえいの水　　めぐらすところ
黒潮におう　　ことぶきの
山は常緑（ときわ）の　　精をうけ
水は清てつの　　粋を汲む
その名も　　高雄鳳雛（ほうすう）の
健児集（つど）えり　　我等が母校
高中　　高中　　譽あり

昂(こう)たり高中

#### 現在
作詞は蔡鎮、作曲は顏廷階による。メロディーは日本統治時代のものとは異なる。

### 校訓
日本統治時代には正式な校訓が無く、当時の校長が卒業アルバムに記した言葉を主に使用していた。例えば、初代校長の吉川祐戒が記した「勤倹誠実」「温故而知新」などである。しかし、第二次世界大戦の勃発に伴って卒業アルバムが発行されなくなったため、上記の慣行も途絶えた。
戦後初期は、校長がまだ着任しておらず、校訓の策定には時間を要した。校訓として「自強不息」を、精神面での目標に「実事求是，精益求精」を掲げるようになったのは、1948年に王家驥校長が着任して以降である。この校訓や目標は現在でも使用されており、校内のいたるところにこの言葉が見られる。 

## 歴史

### 日本統治時代
1922年2月6日、当時の台湾総督であった田健治郎は、第二次台湾教育令を公布し、日本人と台湾人が共に学ぶ日台共学制度を中等教育以降で導入すると同時に、台湾公立高等学校規則に基づく台湾初の国立中等学校の設立を計画し始めた。当初は屏東に建設される予定であったが、現地で大規模な火災が発生したため、高雄の旧市街に建設することになった。 
同年4月1日、「高雄州高雄中学校」（略称「高中」）として開校した。生徒は主に小学校や公学校から募集された。初代校長である吉川祐戒は、台湾の公立中学の教務主任と校長を歴任し、1922年4月1日に高雄中学校の校長代理となった。 吉川は東京帝国大学の哲学科で学んだ人物であり、学校経営に関する考え方は、従来の教員養成制度による帝国主義的、日本至上主義的な考え方とは異なっていた。彼は岩波書店の書籍などを通して大正期の左翼思想の影響を受けており、第5回卒業式の際の卒業アルバムには「勤倹誠実」と、「吉川文字」と呼ばれる彼独特の筆致で記した。
1931年8月31日、台湾総督府台南師範学校（現在の国立台南大学）校長であった西卷南平が校長に着任した。彼は吉川から引き継いだ質素な校風を確立し、台湾人の若者も広く受け入れた。在任中の台湾人生徒の割合は20％を超え、1935年4月の記録では日本人449名、台湾人194名となっている。しかし、台湾総督府の命を受けて辞職して日本に帰国した。また同年、当時の教員であった考古学者の土屋恭一が、東部職員寮の建設中に校内から石斧やナイフなどの台湾原住民の遺物を発掘し、寿山地区で考古学調査を開始した。
1937年4月1日、高雄州立高等女学校（現在の高雄市立高雄女子高級中學）の校長を務めていた本田喜八が校長に着任した。彼は東京高等学校の地理歴史科を卒業し、勲四等瑞宝章を受章していた人物であった。就任直後、日中間で盧溝橋事件が勃発し、この影響を受けて生徒の間にも対立が生まれた。
学校周辺は日本統治時代に急速に発展し始め、現在の大樹区にあたる大樹庄九曲堂と高雄地区を結ぶ支線の駅であった三塊厝駅が開業したほか、高雄州の策定した高雄都市計画では、当時未開発であった大港埔地区（現在の新興区）に新駅建設が計画され、1941年6月22日に2代目高雄駅が開業した。
1944年4月、左営区に第二中学校が設立されると、高雄中学校は「高雄州高雄第一中学校」（高雄一中）と改称された。 

### 戦後
第二次世界大戦の終結に伴い台湾から日本が撤退し、高雄一中は「台湾省立高雄第一中学」に改称された。

#### 二・二八事件
1947年2月28日に発生した二・二八事件では、高雄のいくつかの学校が軍と市民の間で起こった対立に巻き込まれたが、高雄一中もそのうちの一校であり、多くの学生団体が集まった。当時の校長の林景元は一部の生徒が武装集団を組織するのを阻止しようとしたが失敗し、他の生徒の安全を守るために授業の中断を発表せざるを得なかった。同年3月6日午後2時、当時の高雄要塞司令であった彭孟緝は、高雄一中や高雄駅などの重要な場所への攻撃を部隊に命じた。砲撃音を聞いて軍隊の到着を知った生徒の中には戦闘を計画した者もいた。
二・二八事件後、林景元は教育局から生徒への対応に問題があるとされ、台北市立第二女子中学に異動することとなった。1947年4月、教育庁は高雄二中の校長であった林一鶴に、4月2日から高雄一中の校長となり、高雄一中の生徒の一部を高雄二中へ転校させるよう命じた。同年9月、両校は統合され、「台湾省立高雄中学」となった。

#### 事件後から現在まで
1948年、林一鶴は台湾省政府教育庁に異動し、教育庁監察官であった王家驥が新たに校長となった。彼は福建省から台湾に移った際に、秘密警察から「左派思考」の疑いをかけられ、しばしば諜報部から秘密裏に監視されていたが、そのような状況下でも、彼は高雄中学の教育環境と教師の質の向上に努め、1952年2月20日には学校発行の『台灣省立高雄中學校刊』を、同年3月12日には『雄中青年』を創刊した。彼の在任中に高雄中学は科学教育学校に指定され、教育庁から科学教育推進校や教育革新校に指定された。その後の何度かの教育制度の変遷を経て、1970年8月に「台湾省立高雄高級中学」と改称された。
1972年に校長に着任した熊惠民は、当初は自由な校風に馴染めず学生と対立したこともあったが、やがて理解し合えるようになった。彼は在任中に『雄中導報』を創刊し、弘毅樓（会議場）、工芸館、物理館などの建物を建設した。 
1977年7月25日、台風の影響を受けて敷地内のいくつかの建物が甚大な被害を受けた。
1979年7月1日、高雄市は直轄市に昇格すると同時に、管轄が教育庁から高雄市政府教育局に変更され、現在の名称である「高雄市立高雄高級中学」に改称された。
1980年9月1日、朱迺武が校長に就任した。彼の在任中であった1986年、市の教育委員会から音楽教育の研究授業の対象校に命じられ、音楽コースに女子生徒が入学しそれまでの男子校から男女共学校となった（ただし前述の通り、現在でも女子生徒の割合は低い）。また、1989年には毎週土曜日の私服通学を解禁した。この頃には国際教育交流活動への取り組みも始め、1983年12月10日に、韓国・ソウル市瑞草区の私立尚文高等学校と姉妹校となり、交換留学を開始した。
1988年10月24日、生徒中心の生徒会が設立され、生徒会長と副会長が学生によって選出された。
1991年2月1日、師蔚霞が校長に就任した。彼の在任中、台湾では社会運動が強まり、1993年3月14日には学校周辺で民主進歩党支持者と新国民党連線の間で闘争が起こった。 また、1992年8月1日は男女共学の体育コースが開設された。1995年1月、陸上競技用のトラックとプールが完成した。
1995年2月1日、朱迺武が再び校長に就任した。在任中、彼はテニスコートの整備や学校新聞の創刊、校史室の移転など様々なことを行った。中でも日本統治時代から使用されてきた赤レンガの講堂の取り壊しは物議を醸し、一部の卒業生からの抗議を受けた。 
1999年8月1日、潘輝雄が校長に就任した。当時社会が学校に求めていた教育改革に合わせ、情報教育や人文・地域教育にも積極的に取り組み始め、生徒を外部の大会に出場させるようになった。
2006年8月1日、黃秀霞が校長に就任した。彼女は指導方針を「全人教育」とし、「事実に基づき真実を求め、卓越性を追求して実力とし、法律を遵守し、自由で民主的な学習スタイルを築き、正しい価値観で学生の精神を養い、感謝をもって生命を尊重する。」という目標を掲げた。2007年には高雄市立歴史博物館と協力して「南国の十字星 - 高雄高級中学特別展」という展示会を開催し、文化・芸術イベントの「紫檀花文芸季」を開催した。
2013年8月1日、謝文斌が校長に就任。
2015年11月23日、宮崎県立宮崎大宮高等学校と姉妹校協定を締結した。
　　　　　　　この締結には、台湾生まれ(「湾生」)で高雄高級中學に入学し，戦後の引き上げで宮崎大宮高等学校を卒業した河野昭氏が尽力した。
2020年8月24日、謝文斌が高雄市教育委員長への昇進に伴い、顏銘賢が代理校長に就任。
2021年8月1日、莊福泰が校長に就任。

### 歴代校長
年月日は就任日。
- 吉川祐戒：1922年4月1日
- 西卷南平：1931年8月31日
- 本田喜八：1937年4月1日
- 大森丈之助：1941年8月26日
- 松井實：1943年3月31日
- 陳啟清：1945年10月25日
- 林景元：1945年12月12日
- 林一鶴：1947年2月
- 王家驥：1948年9月1日
- 熊惠民：1972年9月1日
- 朱迺武：1980年8月30日
- 師蔚霞：1991年2月1日
- 朱迺武：1995年2月1日
- 潘輝雄：1999年8月1日
- 黃秀霞：2006年9月1日
- 謝文斌：2013年8月1日
- 顏銘賢：2020年8月24日（代理）
- 莊福泰：2021年8月1日

## キャンパス

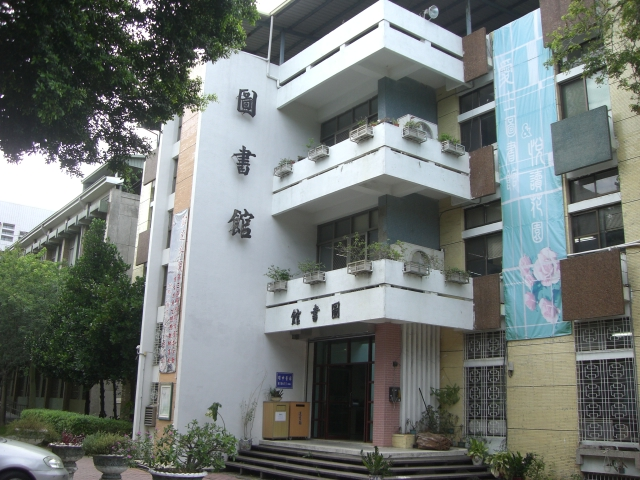
学校図書館

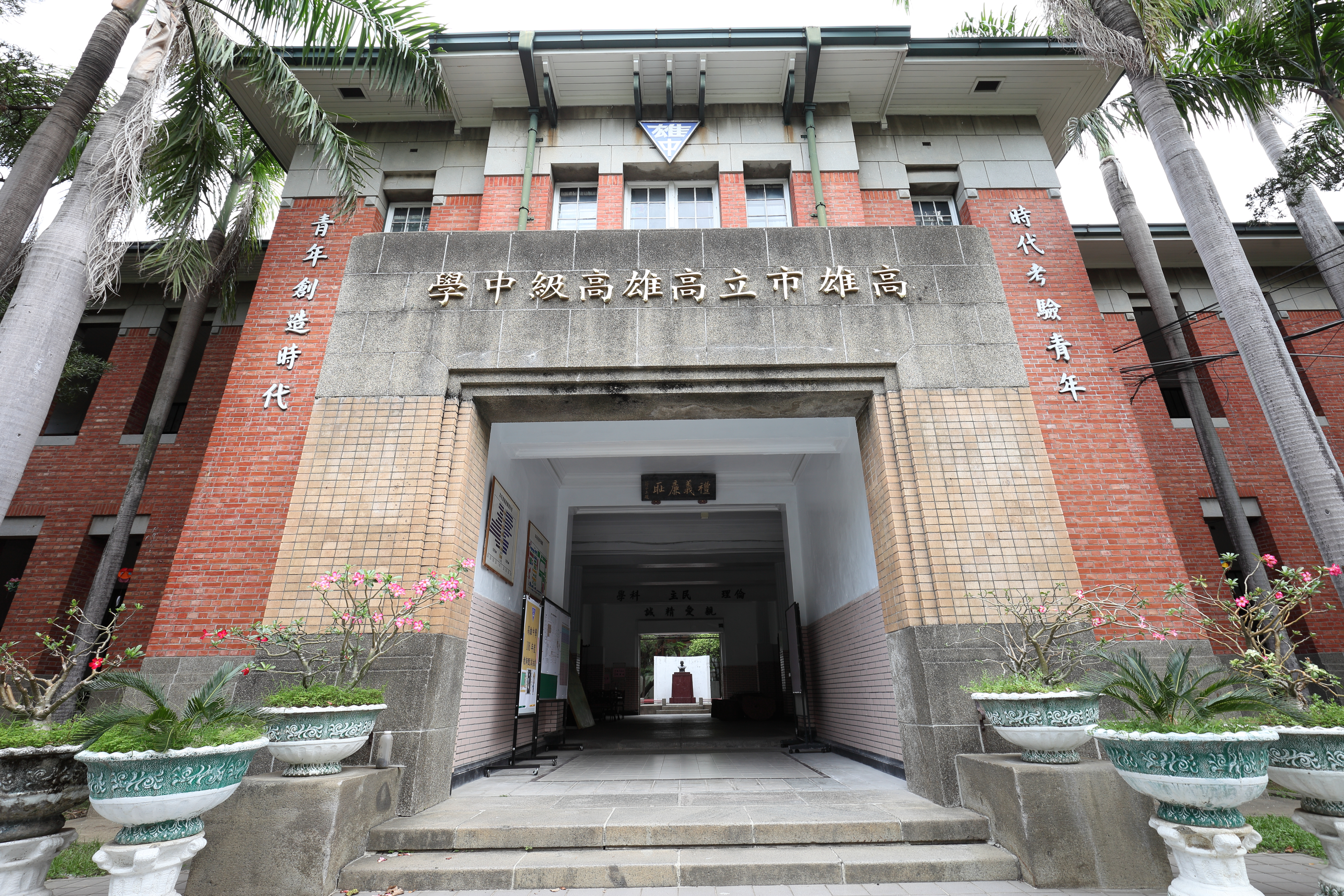
1号館の入口

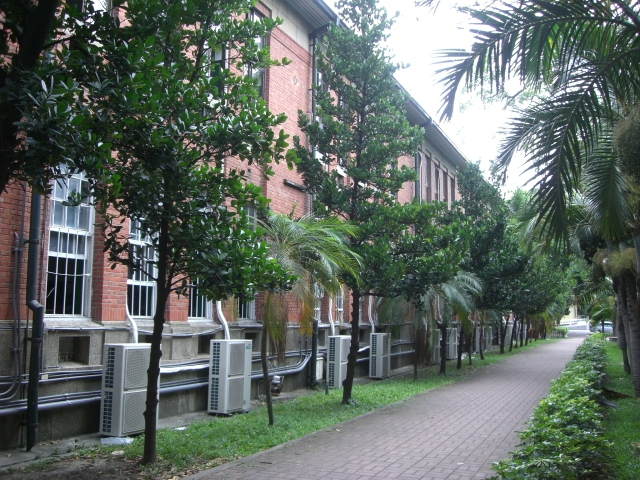
2号館

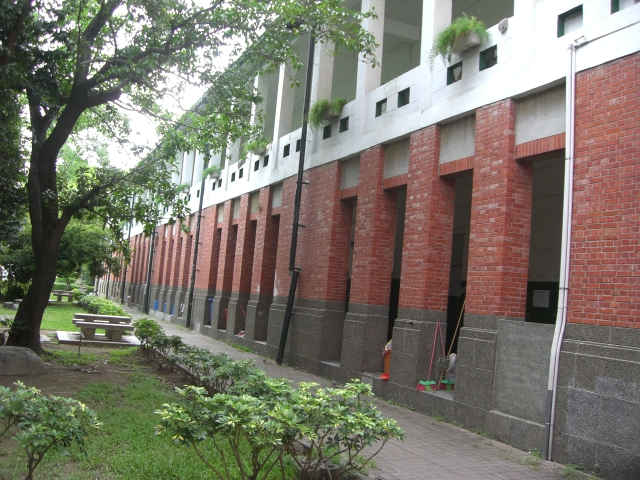
3号館

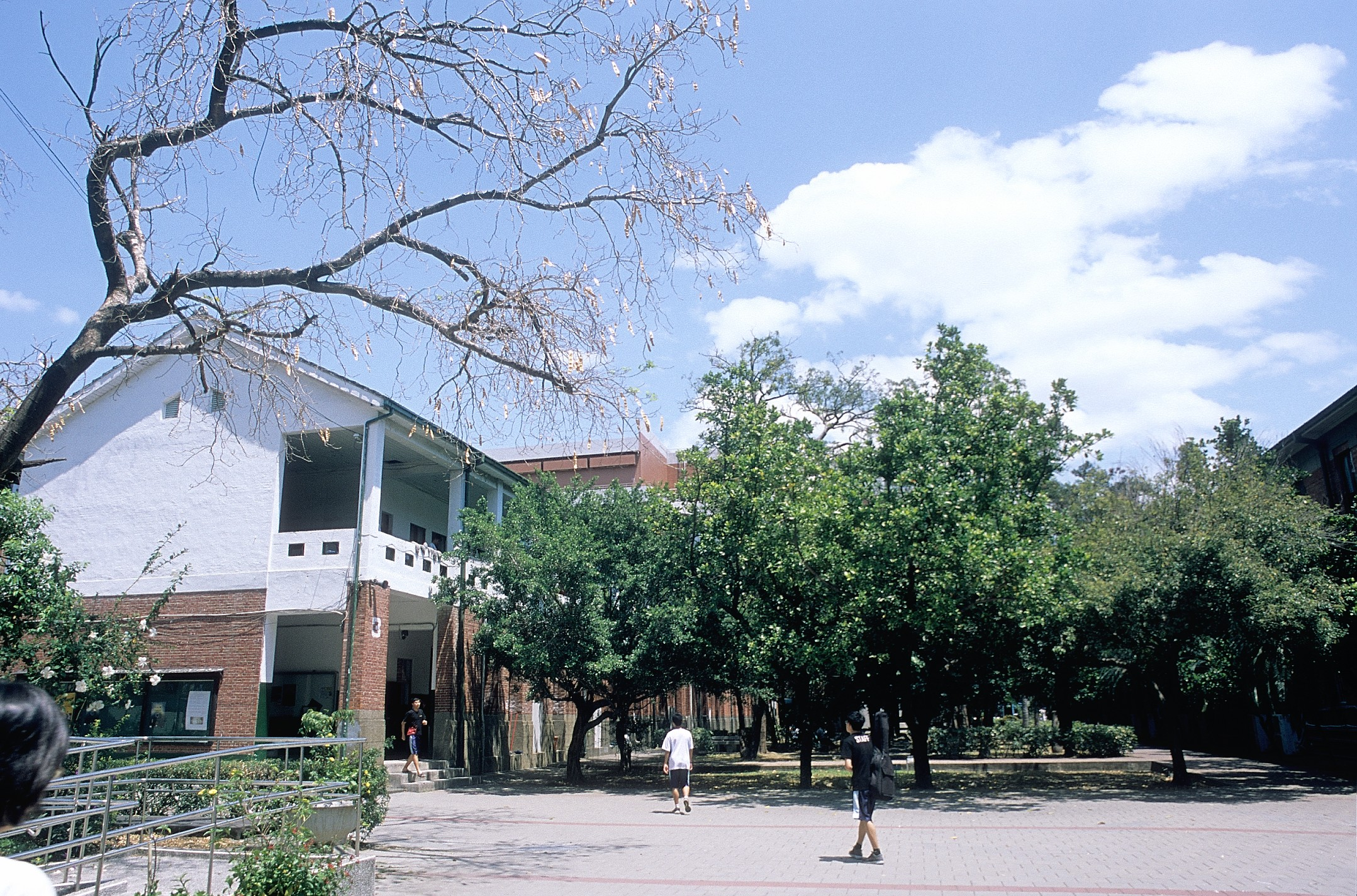
3号館。白い外壁の2階部分は戦後に増築されたものである

### 建物
日本統治時代には、赤レンガの校舎が建てられた。また、同時期に建設された6つの教室、兵器室、体育館、プール、講堂も、そのほとんどが赤レンガ造りである。これらは戦後も引き続き使用されていたが、経年により老朽化が見られる建物も増えてきたため、王家驥校長の時期から改築・新築が進められ、校舎では平屋の4号館、3号館2階、第4～7号館が新たに建設された。また、その他の教育棟、職員寮、音楽ホール、工芸ホール、アートギャラリー、総合教育棟、集団教育活動棟、体育館、図書館も同様に改築・改装が行われた。
熊惠民校長の時期には、会議場の弘毅樓や、工芸館、物理館などが建設された。
敷地西側（自立路と建国三路の間）にある職員寮は、高雄高級工業職業学校が所有していたものを1971年3月に引き継いだものである。

#### 赤レンガの校舎
学校のシンボルとも言える赤レンガの校舎は、その見た目から「紅樓」と呼ばれている。同校舎は1号館・2号館・3号館で構成され、このうち3号館の2階は戦後に増築されたものである。2003年2月26日、高雄市は、文化資産保存法第7-1条、歴史建築登録補助管理法第7条に基づき、新しく建てられた校舎も含めて、赤レンガの校舎を文化財に指定した。 近年、学校は校舎の維持管理にも積極的に取り組んでおり、現在第1～3号館を修復している。
赤レンガの1号館・2号館・3号館は、左右対称の四角い構造で平行に並んでおり、中庭で隔てられている。また、片側廊下、高い室内空間、長方形の窓により、後に建設された校舎よりも明るく換気しやすい構造になっている。デザインはイギリスのヴィクトリア朝時代の影響を受けており、歴史的な西洋建築の影響が見られるが、全体としては折衷的なデザインである。煉瓦はイギリス積みで積み上げられており、補強のために鉄筋コンクリートの柱や梁が使用されている。なお、太平洋戦争の影響で、3号館のレンガの色は他の2館のものほど綺麗ではない。 
建物の正面は、突き出たポルチコと平坦な廊下で構成されている。ファサードは基本的にシンプルなジャックアーチ型で、階段の端の部分のみラウンドアーチとすることで空間の本質を強調している。最上部のアーチを凹ませて内枠を作ることで陰影のあるファサードに仕立てているが、全体的な外観は非常にシンプルである。土台部分、壁のうち屋根に接する部分、廊下の開口部、窓枠などは洗い出しの石で装飾されている。
シンプルな外観と比較して、内装は細部にもこだわっている。階段吹き抜けの窓は大きく、踏板の傾斜も緩やかである。手すりは丸みを帯びた本体と直線的な柱の部分で構成されており、モールディングの装飾で視覚的な印象を活気づけ、滑らかさと重厚な安心感を与える。階段の滑り止めは真鍮製で、日本統治時代の1号館・2号館の雨樋も真鍮製だったと言われている。